# Skammerens datter
Skammerens Datter er en fantasyroman af Lene Kaaberbøl fra 2000. Den er første bog i hendes serie om Skammerens børn. Bogen handler om pigen Dina, der har arvet sin mors særlige Skammer-kræfter, en evne der gør hende i stand til, ved at se dem i øjnene, at se hvad et andet menneske skammer sig over. Bogen blev i 2012 omsat til en musical og blev filmatiseret i 2015.

## Musical
Skammerens Datter, den første bog i serien, blev i 2012 opsat som musical på Østre Gasværk Teater. Tekst og musik blev skrevet af Thomas Høg, Sune Svanekier og Lasse Aagaard. Forestillingen blev instrueret af Frede Gulbrandsen. Året efter, i 2013, havde Skammerens Datter 2 premiere, også på Østre Gasværk Teater. Skammerens Datter 2 samlede de sidste tre bøger i Lene Kaaberbøls serie om Skammer-familien. På udvalgte dage spillede Skammerens Datter 1 og Skammerens Datter 2 i træk som Skammer-Maraton.

## Film
Skammer-serien var længe på tale til filmatisering, og rettighederne blev endeligt erhvervet af Nepenthe Film. Manuskriptet er skrevet af Anders Thomas Jensen, og filmen udkom i marts 2015, instrueret af Kenneth Kainz.